# Musca acuminata
Musca acuminata är en tvåvingeart som först beskrevs av Gmelin 1790.  Musca acuminata ingår i släktet Musca och familjen snäppflugor. Inga underarter finns listade i Catalogue of Life.